# سوسن أرضي
سوسن أرضي (الاسم العلمي: Geosiris)، جنس نباتات مُزهرة من فصيلة السوسنية. تم وصفه لأول مرة عام 1894. كان يُعتقد لسنوات عديدة أنه يحتوي على نوع واحد فقط، سوسن أرضي عديم الورق (Geosiris aphylla )، المتوطن في مدغشقر. ولكن بعد ذلك في عام 2010، تم وصف نوع ثان، سوسن أرضي أبيض الزهر (Geosiris albiflora)، ويستوطن جزيرة مايوت في المحيط الهندي شمال غرب مدغشقر.